# Phragmatobia urania
Phragmatobia urania är en fjärilsart som beskrevs av Rudolf Püngeler 1904. Phragmatobia urania ingår i släktet Phragmatobia och familjen björnspinnare. Inga underarter finns listade i Catalogue of Life.